# Administración General del Estado

Logotipo de la Administración General del Estado, usado de manera irregular hasta la adopción de la marca «Gobierno de España» en 2007.

La Administración General del Estado (AGE) es una de las Administraciones públicas de España, caracterizada por su competencia sobre todo el territorio  nacional, en contraposición a las Administraciones autonómicas y locales. A través de esta, el Gobierno de España desarrolla e implementa sus políticas públicas y presta servicios públicos.
Con carácter general, el artículo 103.1 de la Constitución Española recoge los principios por los que se rige la Administración Pública:
La Administración Pública sirve con objetividad los intereses generales y actúa de acuerdo con los principios de eficacia, jerarquía, descentralización, desconcentración y coordinación, con sometimiento pleno a la ley y al Derecho.
Por otro lado, la Ley 40/2015, de 1 de octubre, del Régimen Jurídico del Sector Público, establece en su artículo 55 que la AGE comprende:
- La Organización Central, que integra Ministerios y servicios comunes
- La Organización Territorial, solo con órganos directivos: delegados del Gobierno en las comunidades autónomas, con rango de Subsecretario, y subdelegados del Gobierno en las provincias, que tienen nivel de Subdirector General.
- La Administración General del Estado en el Exterior

## Estructura

### Organización central

#### Ministros
Los ministros son los titulares de un Ministerio, teniendo la jefatura jerárquicamente superior del ramo en cuestión. Desempeñan la función de eje entre su respectivo Departamento ministerial y el propio órgano de Gobierno, del que forman parte. De esta manera, son la cabeza de un determinado sector del aparato administrativo, y a la vez, son el elemento base de un órgano de carácter político, como es el propio Gobierno.
Son nombrados y separados por el rey de España a propuesta del presidente del Gobierno. En el supuesto de que el propio presidente cese, sus ministros dejarán el cargo junto con él, algo completamente lógico habida cuenta de que el vínculo de confianza entre el Poder legislativo y el Poder ejecutivo se produce a través de la figura del jefe del Ejecutivo, con lo que es lógico que si se rompe tal eslabón, todos los componentes del ejecutivo caigan con él. En la misma línea, el presidente será el encargado de determinar el número y competencias de los Ministerios.
Respecto a las funciones del Ministro, cabe destacar que pueden dividirse entre aquellas que desempeña como miembro del Gobierno, y las que realiza como titular de un Ministerio. En lo referente a esta segunda vertiente, hay que señalar que existe una inmensa variedad de funciones que el ministro desempeña en su papel de jefe y director del Departamento Ministerial correspondiente. La Ley de Organización y Funcionamiento de la Administración General del Estado (LOFAGE) hace una exhaustiva enumeración de funciones, entre las que destacan las relativas al nombramiento y separación de los órganos directivos del Ministerio, la determinación de su estructura organizativa interna, gestión de recursos humanos, cuestiones económicas y presupuestarias de su Departamento, y para acabar, funciones representativas, en sentido político (relaciones con las comunidades autónomas, etc) y jurídico (actuando en nombre de la persona jurídica del Estado e imputándole sus actos).
Finalmente, cabe señalar la figura del ministro sin cartera, cargo poco frecuente y ligado íntimamente a la persona nombrada para ello, quien no ostenta la titularidad de Ministerio alguno, pero cuya presencia en el Consejo de Ministros resulta necesaria, bien por tratarse de una figura de confianza para el presidente, bien por tratarse de un gobierno fruto de una alianza entre distintos partidos, y que por ello, ha de acudir a este cargo como vía para que el partido minoritario acceda al Gobierno. Al igual que con el caso del Vicepresidente, la destitución del titular supone la extinción automática del propio cargo.

#### Secretarios de Estado
Las secretarías de Estado son órganos superiores departamentales de dirección y gestión sectorial que ocupan el nivel superior en la jerarquía de mandos intermedios entre el ministro y el aparato funcionarial, por encima del director general y del secretario general. Al tratarse de un cargo de estricta confianza política, su nombramiento es libre, al igual que su cese. Cabe destacar que al contrario de lo que sucede con los ministros, los Secretarios de Estado no caen junto al Presidente si este cesa.
La Ley 6/1997, de 14 de abril, de Organización y Funcionamiento de la Administración General del Estado (LOFAGE) señala en su artículo 9.1 el carácter eventual del órgano, calificándolo además de "órgano superior", al igual que hace con los Ministros. Tal estatus supone un diferente tratamiento en cuanto a los requisitos personales que habrá de cumplir el titular, que en este caso supone una total ausencia de restricciones, dando total libertad al Gobierno que nombra y al Ministro que propone, para escoger a la persona que consideren conveniente.
Respecto a sus funciones, son directamente responsables de la ejecución de la acción del Gobierno en un sector de actividad específica de un Departamento o de la Presidencia del Gobierno. De esta manera, la LOFAGE precisa que se encargan de nombrar y separar la los Subdirectores generales, así como de dirigir y coordinar las Direcciones Generales dependientes de la Secretaría de Estado en cuestión. Igualmente, el Secretario de Estado asumirá aquellas funciones que el ministro en él delegue, tal y como indica el artículo 7.2 de la Ley del Gobierno.

#### Directores generales
Las Direcciones Generales son órganos directivos departamentales de gestión y dirección sectorial, jerárquicamente inferiores a los secretarios de Estado y a los secretarios generales. El titular habrá de tener cierto grado de competencia y experiencia profesional, y será seleccionado de entre los funcionarios de carrera del Estado, de las comunidades autónomas o de las entidades locales, exigiendo además el título de doctor, licenciado, ingeniero, arquitecto o equivalente. 
Cabe señalar que el Real Decreto de estructura del Departamento puede omitir el primer requisito por tratarse de una Dirección General cuyas excepcionales características precisan que el titular no posea la condición de funcionario del Estado. Hay que añadir que el titular no cesa automáticamente cuando lo hace el ministro o el presidente del Gobierno, al igual que sucede con los Secretarios de Estado y con los secretarios generales.
Respecto a sus funciones, tal como señala el artículo 18 de la LOFAGE, el director general estará en contacto directo con el aparato burocrático profesional del Estado, actuando como un gerente político de un determinado sector competencial. Será quien proponga los proyectos referidos a su correspondiente sector, e igualmente, se encargará de dirigir y supervisar su ejecución, todo ello con vistas a conseguir cumplir los objetivos que hayan sido establecidos por el ministro. De igual manera, ejercerá las competencias específicas que le sean delegadas, o bien aquellas que se le adjudiquen en virtud de las normas pertinentes.
Por otro lado, el director general, como consecuencia de su posición de supremacía dentro de la Dirección General, será el encargado de vigilar el correcto funcionamiento de todo el complejo burocrático que de él dependa. Así mismo, será el encargado de emitir la información correspondiente a la Dirección General, tanto para sus superiores departamentales, como para el administrado en general.

#### Subsecretarios
La LOFAGE lo califica como órgano directivo, cuyo titular habrá de ser funcionario de carrera del Estado, de las comunidades autónomas o de las Entidades Locales, además de ostentar la condición de doctor, licenciado, ingeniero, arquitecto o equivalente. Se trata de un alto cargo de confianza política, nombrado por el Gobierno a propuesta del ministro correspondiente, y cuyo cese es igualmente libre.
Desde la creación del cargo en 1834, sus funciones han ido evolucionando desde la originaria supervisión de la instrucción de los expedientes administrativos hasta la contemporánea jefatura de los servicios generales e instrumentales del Departamento. El artículo 15 de la LOFAGE enumera una serie de funciones propias del subsecretario:
- Control de la eficacia del Ministerio y sus Organismos públicos.
- Determinación de las actuaciones precisas para la mejora de los sistemas de planificación, dirección y organización y para la racionalización y simplificación de los procedimientos y métodos de trabajo.
- Dirección del funcionamiento de los servicios comunes.
- Establecimiento de los correspondientes programas de inspección de los servicios del Ministerio.
- Planificación de la actividad de su Ministerio.
- Proposición de las medidas de organización del Ministerio.

#### Secretarios generales técnicos
Son los órganos técnicos del Ministerio, con rango de director general. Se encuentran bajo la inmediata dependencia del subsecretario.
Sus funciones son:
- Actúan como órganos de comunicación del ministerio.
- Aunque no está así previsto en ninguna norma, se atribuyen las SGT, como órgano todas las disponibilidades presupuestarias generales del ministerio.
- Coordinan y organizan el régimen interno de los servicios.
- Desempeñan la Jefatura de Personal del departamento.
- Elaboran los planes generales de actuación y los programas de necesidades.
- Prestan asistencia técnica y administrativa al ministro.

#### Gabinetes
Son órganos de consulta compuestos generalmente por un secretario técnico y varios técnicos que apoyan al presidente y/o ministro/s en sus relaciones con las instituciones, en la toma decisiones y realizando tareas de asesoramiento especiales en una determinada rama del conocimiento.

### Organización Territorial
La Organización Territorial es la encargada de ejercer la actividad del Estado de forma desconcentrada en el territorio, correspondiendo al Delegado del Gobierno la dirección de la misma en el ámbito autonómico y su coordinación con la Administración de la comunidad autónoma. 
Mediante la red de delegaciones periféricas, la Administración General del Estado (AGE) está presente en todo el territorio y presta servicios a toda la población. Actúa, por lo tanto, como una prolongación del Gobierno y de la Administración. En definitiva, es el conjunto de órganos que la AGE —los ministerios y sus administraciones funcionales— tienen implantados en el territorio. Estos órganos coexisten con otros niveles de gobierno y administración.
Su estructura varía según sea una comunidad uniprovincial, donde encontraremos las figuras de delegado del Gobierno, subdelegado del Gobierno (opcional), el director Insular en las islas y los Servicios Territoriales del Ministerio y de sus organismos públicos. En aquellas comunidades pluriprovinciales el puesto de subdelegado no es opcional y además existe la Comisión Territorial de asistencia al Delegado.

#### Delegados del Gobierno
Órgano administrativo cuyo titular es un alto cargo nombrado a la libre discreción del Gobierno, respondiendo ante el Ministerio de Administraciones Públicas. Tiene rango de subsecretario. Se encarga de la dirección de la Administración del Estado en el territorio de una determinada comunidad autónoma. Además, asume las antiguas competencias sancionadoras del gobernador civil, dirige los servicios territoriales integrados y nombra al subdelegado del Gobierno, que es la figura que sustituye propiamente a la de los gobernadores civiles.

#### Subdelegados del Gobierno
Con la nueva regulación de la Administración General del Estado, desaparece la secular figura del gobernador civil de la provincia, que es sustituida por la del subdelegado del Gobierno.
De este modo, en cada provincia existirá un subdelegado del Gobierno, con nivel orgánico de subdirector general. En las comunidades autónomas uniprovinciales, sus competencias son asumidas por el delegado del Gobierno.
El titular habrá de tener cierto grado de competencia y experiencia profesional, y será seleccionado de entre los funcionarios de carrera del Estado, de las comunidades autónomas o de las entidades locales, exigiendo además el título de doctor, licenciado, ingeniero, arquitecto o equivalente
Las subdelegaciones del Gobierno en las provincias se constituyen en órganos de la respectiva Delegación del Gobierno.
El subdelegado del Gobierno depende directamente del delegado del Gobierno.

#### Directores insulares
Los directores insulares dependen jerárquicamente del delegado del Gobierno en la comunidad autónoma o del subdelegado del Gobierno en la provincia, cuando este cargo exista, y ejercen, en su ámbito territorial, las competencias atribuidas por esta ley a los subdelegados del Gobierno en las provincias.
Reglamentariamente se determinan las islas en las que existe un director Insular de la Administración General del Estado, con el nivel que se determine en la relación de puestos de trabajo. Son nombrados por el delegado del Gobierno mediante el procedimiento de libre designación entre funcionarios de carrera del Estado, de las comunidades autónomas o de las entidades locales, pertenecientes a cuerpos o escalas clasificados como subgrupo A1.
En las islas menores, es decir, en las de Menorca, Ibiza-Formentera, Lanzarote, Fuerteventura (estas cuatro primeras incluyendo sus islas agregadas administrativamente), La Palma, El Hierro y La Gomera, existe un director insular de la Administración General del Estado. Depende jerárquicamente del delegado del Gobierno o del subdelegado, cuando este cargo existe.
De forma aproximativa, podría decirse que los directores Insulares constituyen una réplica de los subdelegados del Gobierno, cuyo ámbito de competencia se halla limitado a las islas de los archipiélagos en las que no tiene su sede el delegado o subdelegado del Gobierno (islas menores).
El marco normativo es la Ley 40/2015, Real Decreto 1330/1997 y Real Decreto 617/1997
No son órganos directivos de la Administración General del Estado, ni tienen la consideración de alto cargo. Tendrán el rango/nivel que se determine en la relación de puestos de trabajo. Dependen jerárquicamente del delegado del gobierno en la comunidad autónoma o del subdelegado del gobierno en la provincia, cuando este cargo exista (como ocurre en las dos provincias de Canarias). 
Son nombrados y cesados por resolución del delegado del Gobierno mediante el procedimiento de libre designación entre funcionarios de carrera del Estado, de las comunidades autónomas o de las entidades locales, pertenecientes al subgrupo A1. 
Suplencia, en los supuestos de vacante, ausencia o enfermedad son sustituidos por el secretario general de la dirección Insular, o en su defecto, por quién designe el delegado del Gobierno. 
Ejercen en su ámbito territorial, las competencias atribuidas por la Ley de Régimen Jurídico del Sector Público a los subdelegados del gobierno en las provincias y aquellas otras que le sean desconcentradas o delegadas.

### Administración General del Estado en el exterior
El artículo 80 de la Ley 40/2015 de Régimen Jurídico del Sector Público prescribe que el servicio exterior del Estado se rige en todo lo concerniente a su composición, organización, funciones, integración y personal por lo dispuesto en la Ley 2/2014, de 25 de marzo, de la Acción y del Servicio Exterior del Estado aplicándose la Ley 40/2015 como supletoria.
Está integrada por:
- Misiones Diplomáticas: representación ante Estados (permanentes o especiales). 
  - Representaciones o misiones permanentes: representación ante una Organización Internacional.
  - Delegaciones: representación ante un órgano de una Organización Internacional.
  - Oficinas consulares: se encargan del ejercicio de funciones administrativas y notariales.
  - Instituciones y organismos públicos de la Administración General del Estado en el exterior (coexistencia con los restantes órganos).
- Órganos unipersonales: embajadores y representantes permanentes
  - Son la representación de España en el Estado extranjero o en la Organización internacional.
  - Dirigen de la Administración General del Estado en el exterior y colaboran en la formulación y ejecución de política exterior bajo las instrucciones del Ministerio de Asuntos Exteriores.
  - Se encargan de la coordinación de la actividad de órganos y unidades administrativas de la Administración General del Estado en el exterior.